# Giou-de-Mamou
Giou-de-Mamou ist ein französischer Ort und eine Gemeinde mit 736 Einwohnern (Stand 1. Januar 2022) im Département Cantal in der Region Auvergne-Rhône-Alpes (vor 2016 Auvergne). Die Gemeinde gehört zum Arrondissement Aurillac und zum Kanton Vic-sur-Cère. 

## Lage
Giou-de-Mamou gehört zur historischen Region des Carladès und liegt etwa vier Kilometer östlich des Stadtzentrums von Aurillac. Das Gemeindegebiet wird vom Flüsschen Mamou durchquert, in das hier sein Zufluss Giou einmündet. Umgeben wird Giou-de-Mamou von den Nachbargemeinden Saint-Simon im Norden, Polminhac im Nordosten und Osten, Yolet im Osten, Vézac im Südosten und Süden, Arpajon-sur-Cère im Süden und Südwesten sowie Aurillac im Westen.

## Bevölkerungsentwicklung
| Jahr                       | 1962 | 1968 | 1975 | 1982 | 1990 | 1999 | 2006 | 2011 | 2019 |
| Einwohner                  | 446  | 427  | 461  | 648  | 677  | 697  | 736  | 744  | 763  |
| Quellen: Cassini und INSEE |      |      |      |      |      |      |      |      |      |

## Sehenswürdigkeiten
- Kirche Saint-Bonnet aus dem 15. Jahrhundert, Monument historique

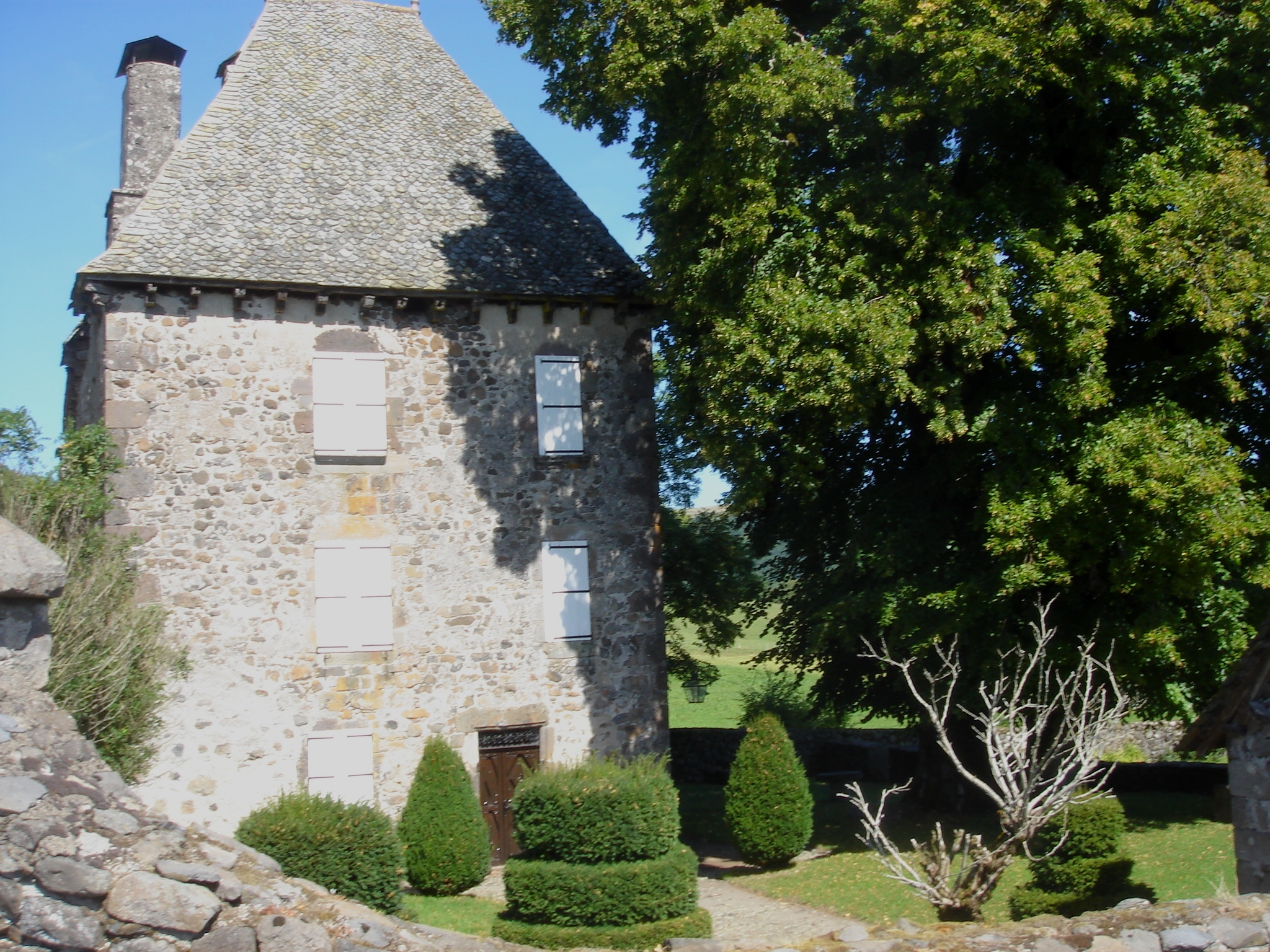
Herrenhaus Falhies

- Herrenhaus Falhies